# Cultura eburrana
La cultura Eburrana è una cultura del Paleolitico superiore sviluppatasi nella Rift Valley del Kenya. Originariamente era stata chiamata Capsiano del Kenya, ma è stata successivamente denominata in modo più specifico. Il nome deriva dal Monte Eburu, che domina l'area di espansione della cultura. 
Uno dei principali siti in cui è stata riconosciuta è il riparo Enkapune Ya Muto, sui monti Mau. Stanley Ambrose (1984) ha suddiviso lo sviluppo dell'Eburrano in cinque fasi. Le prime quattro, nell'Olocene antico-medio (tra circa 11000 e 5000 a.C.), sono ancora associate a cacciatori-raccoglitori, la quinta invece, aggiunta successivamente, denuncia la presenza di pastori.

## Sviluppo temporale e fasi
Usando tecniche di radiocarbonio, il periodo eburrano è stato datato in modo sicuro tra 12.710 ± 310 BP e 1.895 BP.
I criteri principali utilizzati da Ambrose per classificare tutti i reperti eburrani (esclusi quelli della fase V) erano la lunghezza e il rapporto lunghezza/larghezza di microliti e raschiaoi. 
- Fase I - Questa fase è datata 10.300 BP, ma si ritiene che si estenda fino al tardo Pleistocene (~ 12.000 BP). È detta anche "Giant Blade Eburran" in quanto presenta una lunghezza media dei microliti di oltre 49 mm (le mezzalune sono comunemente più di 70 mm di lunghezza), con solo il 16% di microliti inferiori a 30 mm. I manufatti relativi a questa fase sono stati trovati su un solo sito, Nderit Drift, a sud del lago Nakuru lungo la valle del fiume Nderit a 1840 m slm.
- Fase II - Fra 11.000 e 10.800 BP. Lunghezza media dei microliti fra 33 e 36 mm con raschiatori considerevolmente più larghi di quelli della fase I.
- Fase III - Fra 8.000 e 8.500 BP. Lunghezza media dei microliti fra 32 e 37 mm. Anche qui con raschiatori considerevolmente più larghi di quelli della fase I. Le fasi I e II furono inizialmente divise a causa delle frequenze tipologiche, tuttavia successivamente Ambrose sostenne che le differenze riscontrate avevano maggiori probabilità di rappresentare differenze professionali piuttosto che culturali e che le differenze tipologiche erano insufficienti per supportare una differenziazione delle fasi II e III l'una dall'altra. Su questa base, le fasi II e III dell'Eburran vennero collettivamente denominate "“Large Blade Eburran". I siti rappresentativi sono costituiti da Nderit Drift, Marula Rockshelter, Prospect Farm e Masai Gorge Rockshelter per la fase II e Gamble Cave e Marula Rockshelter per fase III.[2]
- Fase IV - Fra circa 5.800 e 4.500 BP. Sulla data di fine c'è accordo fra gli studiosi, mentre per quella di inizio ci sono dei dubbi. Alcuni la collocano più indietro (6.595-7.255 BP), altri diversamente, ma sicuramente prima di 5860 BP. Questa fase mostra una brusca riduzione sia della lunghezza media dei microliti (fino a 26,2 mm) sia delle dimensioni del raschietto finale. Si differenzia dall'Eburran a lama larga (II-III) per variazioni di frequenze tipologiche. I reperti di questa fase presentano in generale livelli più elevati di densità che suggeriscono una maggiore intensità di utilizzo del sito o periodi di utilizzo di maggiore durata. i siti rappresentativi sono costituiti della Gamble's Cave, Lion Hill Cave, Salasun, Enkapune Ya Muto, e Naivasha Railway Rockshelter.
- Fase V - Questa fase si è sviluppata fra 4.500 e ~ 1.800 BP. È detta anche “Small Blade Eburran” ed è definita in modo diverso rispetto alle fasi precedenti, essendo caratterizzata da litici di fase IV in associazione con ceramiche e animali domestici. I litici sono piccoli, con una dimensione media dei microliti che vanno prevalentemente da 25 mm alla media meno comune di 20 mm a Salasun e Naivasha Railway Rockshelter. I siti all'interno di questa fase industriale sono molto variabili nella frequenza del tipo di utensile e nelle dimensioni dei microliti. Ambrose attribuisce questo alla variazione professionale, in quanto i produttori di siti diversi avrebbero cambiato in modo non uniforme le loro strategie al fine di interagire con gli animali addomesticati. La ceramica è relativamente comune e ugualmente variabile durante questa fase. Sia i tipi di vaso che i motivi decorativi raffigurati sono relativamente abbondanti durante il successivo Olocene in tutta la Rift Valley.